# Christ mort soutenu par deux anges (Bellini, Venise)
Pour l’article homonyme, voir Le Christ mort soutenu par deux anges.
Christ mort soutenu par deux anges est une peinture à tempera de la Renaissance italienne de Giovanni Bellini, créé autour de 1460 conservée au musée Correr de Venise.
Le tableau, une tempera sur bois (74 × 50 cm) est l'une des premières représentations du Christ en homme de douleurs réalisées par Bellini, d'autres sont visibles à l'Académie Carrara de Bergame et au musée Poldi-Pezzoli de Milan. 

## Sources
- (en) Mariolina Olivari, Pittori del Rinascimento, Florence, Scala, 2007, 640 p. (ISBN 978-88-8117-099-9 et 88-8117-099-X), « Giovanni Bellini »